# Салто (Болцано)
Салто је насеље у Италији у округу Болцано, региону Трентино-Јужни Тирол.
Према процени из 2011. у насељу је живело 24 становника. Насеље се налази на надморској висини од 1153 м.